# Norra Hulta
Norra Hulta (även Nya Hulta) är ett bostadsområde i Ronneby, Blekinge. Bebyggelsen består mestadels av radhus men även friliggande villor från början av 1980-talet. Hultagölen utgör gränsen mellan Norra Hulta och Gamla Hulta, något längre västerut finns ett nyare område med villor från början av 2000-talet.
Under senare delen av 1990-talet fanns gott om nya IT-jobb i Ronneby, närmare bestämt på och omkring Soft Center. För att inte den nya kompetensen skulle bosätta sig i Karlskrona som hade fler och "finare" boendealternativ att välja mellan uppstod en lobbyverksamhet som gick ut på att bygga nya bostäder i Ronneby. På invändningen att "de kan väl bo på Hulta" svarade den dåvarande VD:n för Soft Center Kristina Sjögren att "där bor ju bara en massa avdankade metallarbetare". Detta citat blåstes upp stort i lokalpressen och fortfarande kan man höra detta om området.